# 4. Festiwal Polskich Filmów Fabularnych w Gdańsku
4. Festiwal Polskich Filmów Fabularnych odbył się w 1977 w Gdańsku.

## Filmy konkursowe
Barwy ochronne, reż. Krzysztof Zanussi
Czerwone ciernie, reż. Julian Dziedzina
Człowiek z marmuru, reż. Andrzej Wajda
Dagny, reż. Haakon Sandøy
Gdzie woda czysta i trawa zielona, reż. Bohdan Poręba
Kochaj albo rzuć, reż. Sylwester Chęciński
Królowa pszczół, reż. Janusz Nasfeter
Milioner, reż. Sylwester Szyszko
Ptaki, ptakom..., reż. Paweł Komorowski
Rebus, reż. Tomasz Zygadło
Sam na sam, reż. Andrzej Kostenko
Sprawa Gorgonowej, reż. Janusz Majewski
Śmierć prezydenta, reż. Jerzy Kawalerowicz
Tańczący jastrząb, reż. Grzegorz Królikiewicz
Trędowata, reż. Jerzy Hoffman
Wielka podróż Bolka i Lolka, reż. Władysław Nehrebecki
Zakręt, reż. Stanisław Brejdygant
Zdjęcia próbne, reż. Jerzy Domaradzki, Paweł Kędzierski, Feliks Falk i Agnieszka Holland

## Filmy pozakonkursowe
Atu kiery, reż. L. Brydesen
Bezkresne łąki, reż. Wojciech Solarz
Chleb piekarza, reż. Erwin Keusch
Gdzie woda czysta i trawa zielona, reż. Bohdan Poręba
Inna, reż. Anna Sokołowska
Karino, reż. Jan Batory
Kwintet Svena Clanga, reż. Stellan Olsson
Najlepsze w świecie, reż. Stanisław Jędryka
Niepoprawna Barbara, reż. Lothar Warneke
Olimpijskie wakacje, reż. Risto Jarva
Pani Bovary to ja, reż. Zbigniew Kuźmiński
Sonata nad jeziorem, reż. Varis Brasla i Gunar Cilinskis
Za rok, za dzień, za chwilę..., reż. Stanisław Lenartowicz
Zanim nadejdzie dzień, reż. Ryszard Rydzewski
Żniwa, reż. L. Mikkelsen

## Jury
- Czesław Petelski – reżyser i scenarzysta filmowy (przewodniczący)
- Mariusz Dmochowski – aktor filmowy i teatralny
- Janusz Gazda – kierownik produkcji
- Zbigniew Klaczyński – krytyk filmowy, redaktor naczelny tygodnika „Film”
- Henryk Kuźniak – kompozytor
- Janusz Morgenstern – reżyser i scenarzysta filmowy
- Marina Niecikowska – dyrektor Departamentu Programowego NZK
- Bohdan Poręba – reżyser, działacz PZPR
- Janusz Przymanowski – pisarz, poeta i tłumacz literatury rosyjskiej (radzieckiej)
- Janusz Rolicki – dyrektor programowy ds. artystycznych TV
- Mikołaj Sprudin – operator filmowy

## Laureaci
Wielka nagroda festiwalu „Lwy Gdańskie”: Barwy ochronne, reż. Krzysztof Zanussi
- Nagroda Specjalna: Jerzy Kawalerowicz Śmierć prezydenta
- Nagroda Główna:
  - Sylwester Chęciński Kochaj albo rzuć,
  - Grzegorz Królikiewicz Tańczący jastrząb

Nagrody Indywidualne:
- osiągnięcia aktorskie:
  - Jadwiga Jankowska-Cieślak Sam na sam,
  - Zbigniew Zapasiewicz Barwy ochronne,
  - Janusz Gajos Milioner
- scenariusz: Krzysztof Zanussi Barwy ochronne
- zdjęcia: Zygmunt Samosiuk Sprawa Gorgonowej
- muzyka: Andrzej Korzyński Czerwone ciernie
- dźwięk: Jerzy Blaszyński Śmierć prezydenta

- Nagroda widzów: Bohdan Poręba Gdzie woda czysta i trawa zielona
- Nagroda dziennikarzy: Andrzej Wajda Człowiek z marmuru